# Megachile redondensis
Megachile redondensis är en biart som beskrevs av Mitchell 1930. Megachile redondensis ingår i släktet tapetserarbin, och familjen buksamlarbin. Inga underarter finns listade i Catalogue of Life.